# كراي أوف فير
كراي أوف فير (Cry of Fear) - هي لعبة فيديو نمط رعب البقاء تم تطويرها بواسطة الأستوديو السويدي المُستقل فريق سايكس كالارPsykskallar. وبالرغم من أن أصل لعبة هو تعديل للعبة هاف - لايف لعام 2012 ، فقد طُرحت كمنتج مُستقل في العام التالي.  
يلعب اللاعب دور بسيمون هنريكسون البالغ من العمر 19 عامًا، والذي بجد نفسه ذات ليلة في شوارع مدينة فيفيرشولم محاولًا إيجاد طريق إلى المنزل، وأثناء ذلك يواجه الوحوش والمخاطر الأخرى. مع تقدم اللعبة، يُصبح اللاعب أكثر وعيًا لما يجري، ومن خلال قرارات معينة في اللعبة، تُتاح الفُرصة لدى اللاعب للتأثير على نهاية اللعبة ومصير سيمون. 

## طريقة اللعب
يتحكم اللاعب بسيمون هنريكسون، البالغ من العمر 19 عامًا، والذي يستيقظ في زقاق المدينة بعد وقتاَ قصير من اصطدامه بسيارة. يتعين على اللاعب التنقل في المدينة لحل الألغاز ومُحاربة الوحوش للتقدم. تنتقل اللعبة بين مستويات اللعب العادية التي تمثل المدينة والمناطق المُحيطة بها، ومستويات «الكابوس»، مُماثلة لتلك الموجودة في سلسلة ألعاب سايلنت هيل.
تتميز اللعبة بالعديد من الميكانيكه الفريدة، مثل نظام المخزن أو الأمتعة المحدود، الذي يُسمح للاعب بحمل 6 عناصر فقط في المرة الواحدة ولا يوقف اللعبة مؤقتًا أثناء فتح شاشة المخزن. ميكانيكية فريده آخر وهي القدرة على استخدام عناصر المخزون المزدوجة ، مما يسمح باستخدام سلاحين في وقتاً واحد، أو سلاح واحد ومصدر ضوء. تركيبة العنصر ممكنة أيضًا من شاشة المخزون. يتم استرداد الصحة عن طريق استخدام المحاقن المورفين، والتي يمكن أن تطمس رؤية اللاعب إذا تم الإفراط في استخدامها. يتم استهلاك القدرة على التحمل من خلال الإجراءات الشاقة مثل الجري والقفز، ويمكن استعادتها عن طريق الراحة أو استخدام المحاقن المورفين. 
تتوفر أيضًا حملة تعاونية مُنفصلة يصل إلى أربعة لاعبين، حيث يتحكم اللاعبون في مجموعة من ضباط الشرطة الذين يُحاصرون أيضًا في عالم الكابوس أثناء التحقيق مع سيمون. 
قبل بضعة أيام من ذكرى كراي أوف فير، أصدرت فالف تحديث هاف - لايف لتوافق لينكس، مما أدى إلى إجراء تغييرات في المُجلدات والمُحرك. قدم هذا التحديث العديد من تعديلات هاف - لايف، بما في ذلك كراي أوف فير، الغير متوافقة مع اللعبة الأساسية. في ضوء ذلك، قرر فريق سايكس كالار إنهاء الإصدار المُستقل؛ نظرًا لعدم إمكانية عمل المزيد من أجل التعديل الجديد، وهذا ما أدى إلى اللُعبة حتى 25 أبريل 2013.

## الرواية
تبدأ القصة في مدينة مُظلمة وقاتمة في السويد فيفيرشولم Fäversholm، حيث يستيقظ سيمون في زقاق بعد أن صدمته سيارة أثناء محاولته مساعدة رجل مُصاب. عندما يستيقظ في زقاق، يحاول العودة إلى المنزل، لكن الوحوش المشوهة تهاجمه. بعد عدم الاتصال بالشرطة، تلقى رسالة نصية من رجل يطلب المساعدة. عندما دخل وفتش مبنى سكني، وجد الرجل ميتًا في حوض الاستحمام الخاص به وفيفقد سيمون الوعي. يستيقظ بالقرب من طبيب غامض يقول بإنه لا يمكنه الوثوق بسيمون. بعد استكشاف المدينة ومواجهة التهديدات على طول الطريق، يجد صوفي، صديقة طفولته المحبوبة، على سطح أحد المنازل. يحاول سيمون الاعتراف بحبه لها، لكنها ترفض وتقفز من فوق سطح المبنى وتنتحر. يقوم مخلوق مُرعب يسمى كاركس بأخذ صوفي ويقاتل سيمون، واعتقادًا منه أن المخلوق كان مسؤولًا عن موت صوفي، يقاتل سيمون كاركس (يمكن لسيمون إما الفرار أو قتل العدو).
يشرع سايمون بالسفر إلى المنزل ويفشل في دخول محطة مترو الأنفاق لأنه يفتقر إلى فتيل. يذهب إلى الكُلية لجمع الفتيل ولكن الوحوش في الكمين، فيهرب إلى المحطة ويدخلها بنجاح. داخل المحطة، يجمع اثنين من الصمامات لإصلاح القطار المعطل، حتى يتمكن من العودة إلى المنزل. ومع ذلك، في منتصف رحلة القطار وجد سايمون بأن القطار موبوءًا بالوحوش. يتحطم القطار ويخرج عن مساره. بينما هو على وشك السقوط في الجرف، يهرب سيمون بصعوبة، ويجد نفسه في غابة مُظلمة ويكتشف الملجأ. استعاد الاتصال بالطبيب في الملجأ لكنه عالقاً خلف أحد الأبواب. يأمر الطبيب سيمون بإعطائه مسدسًا مقابل السماح له بالمرور. سيمون إما أن يلزمه أو يرفض، ولكن في كلتا الحالتين، يخون الطبيب سيمون ويطلق النار عليه. في النهاية يقتل سيمون الطبيب بعد معركة بالأسلحة النارية.
يترك سيمون الغابة ويجدف عبر البحيرة. يصل أخيرًا إلى منزله ويتوقع أن تكون والدته في انتظاره لكن المنزل فارغ. يدخل غرفة نومه ويجد كتابًا. من خلال الفلاش باك، اكتشف اللاعب أن القصة بأكملها كانت من نسج خيال سيمون. بعد حادث السيارة، أصبح سيمون مقيدًا بالكرسي المُتحرك. مكتئبًا، نصحه معالجه (الذي كان الطبيب في اللعبة) بتوثيق مشاعره في كتاب. كانت الشخصية التي تم التحكم فيها طوال اللعبة عبارة عن نسخة مُختلقة من سيمون، وكل الوحوش مثلت الصدمة في ذهنه. صرخة الخوف أو  كراي أوف فير لها أربع نهايات مُختلفة حسب اختيارات اللاعب.
- إذا لم يُقتل كاركاس ولم يعطي سيمون البندقية للطبيب، فإنه يقتل صوفي ومعالجه ومن ثم يقتل نفسه. ويترك رسالة انتحار تفيد بأنه كان سيقتل المزيد من الناس لولا إعاقته ويتمنى أن يموت أي شخص يقرأ رسالة انتحاره.

- إذا لم يُقتل كاركاس وأعطى سيمون البندقية للطبيب، فإنه يقتل صوفي، ثم يقتل نفسه. في مذكرة انتحاره، يعتذر لمعالجه ويشكره على مساعدته، موضحًا أنه قتل صوفي حتى يتمكن من أخذها لنفسه لأنه لم يتغلب أبدًا على رفضها.

- إذا قُتل كاركاس ولم يعطي سيمون البندقية للطبيب، فإنه يقتل طبيبه، ثم يقتل نفسه. في مذكرة انتحاره، ذكر أن علاج الطبيب زاد الطين بلة، ويتوسل صوفي ألا تعرف ما فعله.

- إذا قُتل كاركاس وأعطى سيمون البندقية للطبيب، يواجه سيمون نفسه في الكتاب. ويطاردها ويقتلها في تبادلاً لإطلاق النار، وعندما يعود إلى رشده، يُدرك أن لديه نوبة عقلية. وبدلاً من الانتحار، يقتل ضابطي شُرطة يفترض أنهما كانا يتفقدا أمره. يُدخل سيمون إلى مستشفى للأمراض العقلية لبقية حياته، حيث يواصل مُعالجه الاعتناء به. تزوره صوفي، على الرغم إيذاء سيمون لها. ينهي سيمون كتابه أملًا في المُستقبل.

## التطوير
بدأ تطوير اللعبة عام 2008، وتم تأجيل التعديل عدة مرات بسبب قيود الوقت قبل إصداره في عام 2012. خلال 4 سنوات من التطوير، تم إلغاء العديد من الأفكار، بينما تم تحسين البعض. على سبيل المثال، تم عمل مِصباح يدوي للهاتف في البداية لإضاءة المنطقة حول اللاعب. لكن عُدلت لاحقًا لتصبح لإلقاء الضوء أمام اللاعب فقط. تم تخفيض  نظام المخزون من 12 مدخل إلى 6 مداخل. كما كانت اللعبة تستخدم العارض القياسي لهاف -لايف الذي تم استبداله لاحقًا بواحد من Paranoia ، وهو تعديل آخر شائع لـ هاف -لايف. سُمح تغيير العارض للمطورين بتجاوز بعض الحدود القديمة وإضافة تأثيرات جديدة مثل رسم خرائط النتوءات ،والانعكاس المرآوي، ومربعات السماء ثلاثية الأبعاد.

## الإستقبال
تلقت كراي أوف فير تقييمات إيجابية ، حيث أشاد المراجعون بجوها العام وبأجواء الرعب الفريدة من نوعها. حصلت على  8.1 / 100 في ميتاكريتيك. حصلت لعبة كراي أوف فير على العديد من الجوائز من Mod DB في عام 2012، بما في ذلك الفئة الرئيسية لأفضل لُعبة فردية لهذا العام وجائزة المُجتمع. لاقى التعديل أيضًا اهتمامًا كبيرًا بالولايات المتحدة، لذلك تم التصويت لها على لقب Greenlight على منصة ألعاب الفيديو ستيم وتم تقديمه هناك منذ ذلك الحين.

## روابط خارجية
- الموقع الرسمي